# 滕侯耆
滕侯耆（?—?），是兵器“滕侯耆戈”记载的春秋晚期滕国国君。生卒年及在位时段不详。滕侯耆戈现藏于复旦大学。
| 前任： 不详 | 春秋滕國君主 在位时间不详 | 繼任： 不详 |